# Horárik János
Horárik János (szlovákul: Ján Horárik), (Bán, 1808. május 19. – Besztercebánya, 1864. május 28.) szlovák származású magyar író, újságíró, római katolikus pap, az utópikus szocializmus eszméinek egyik első magyarországi terjesztője.

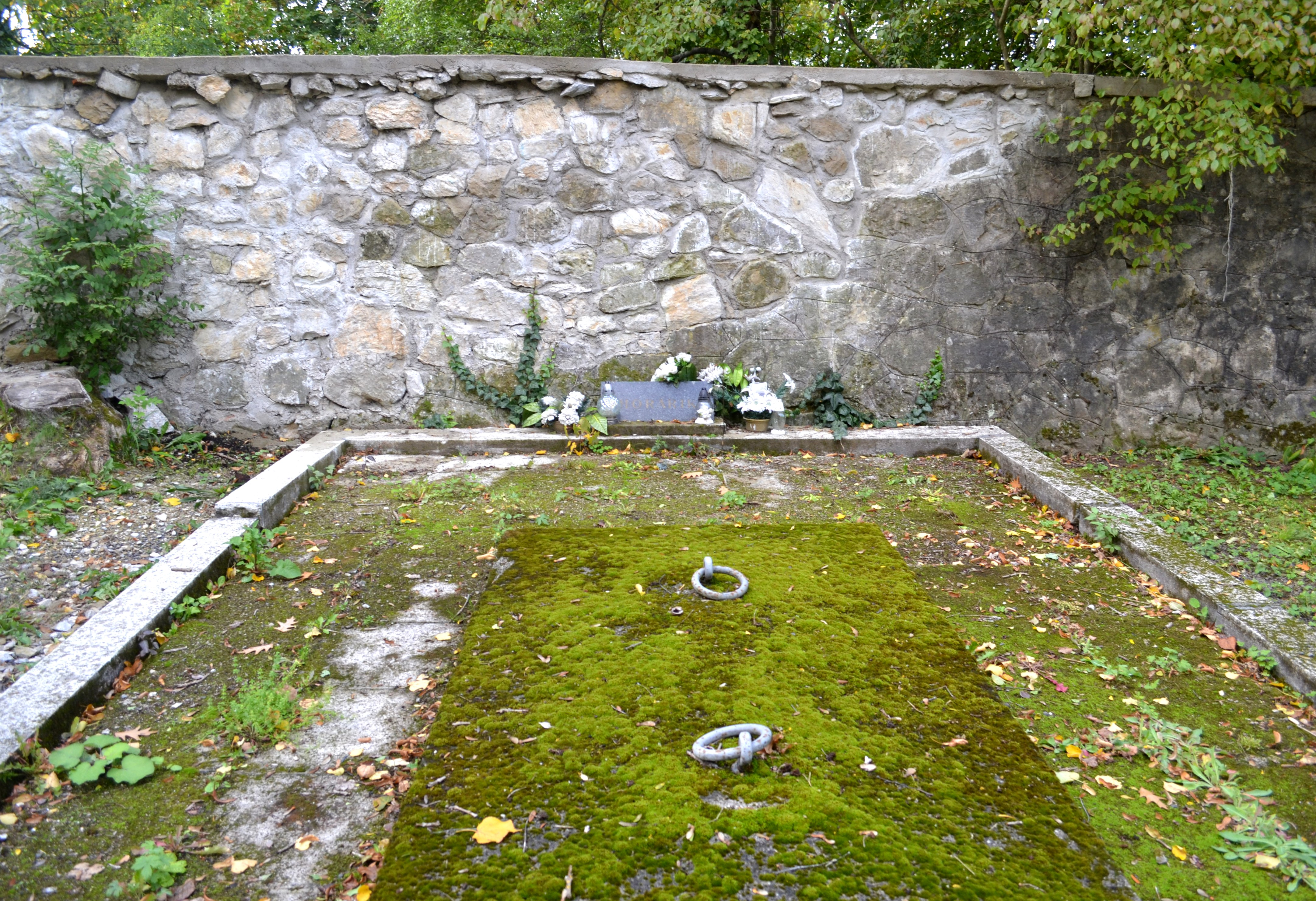
Horárik János sírja a Besztercebányai evangélikus temetőben

## Élete
Szlovák származású volt, apja posztókészítőként dolgozott. Hét gyermeke közül Jánost jelölte ki a tudományos pályára és a nyitrai gimnáziumba adta. Itt végezte iskoláit, majd papnak tanult s mint kivételes képességű diák Pesten végzett. 1831-ben miséspappá szentelték föl és Nyitrán tanulmányi felügyelő volt. 1834. szeptemberben segédlelkésznek ment egy szegény faluba, ahol 16 hónapig nyomorgott; ekkor átlépett a besztercei egyházmegyébe; azonban itt sem volt nyugodalma. Pestre hívták nevelőnek az Ullmann családhoz és ő a meghivást elfogadta; három és fél évet töltött ezen nevelői pályán. Hegelt és Feurbachot olvasott.
1841-ben, amikor Magyarországon a vegyesházasság és szabad áttérés ügye került előtérbe, mielőtt ezek a kérdések az országgyűlés elé kerültek volna, a megyegyűléseken vitatták meg azokat. Horárik felszólalt az országgyűlésben és a házasság állami igazgatás alá helyezését követelte. Egyházi megrovásban részesült és eddigi nevelői munkájától is megfosztották. 
Pest megye gyűlésén az összes katolikus klérus ellenében Horárik – dacára annak, hogy maga is a katolikus egyház tagja és pap volt – a vegyesházasság és szabad áttérés mellett nyilatkozott. S nem csak szóval, de e kérdésről egy röpiratot is  kiadott. Rövidesen szembekerült egyházi feljebbvalóival. Vitatta többek közt a gyónás és a papi áldás szükségességét. A viszonyokból érthető, hogy Horárik e tettével papi jövőjének véget vetett. Dacára főnökei folytonos tanácsainak és kéréseinek, célszerűbbnek tartotta lemondani a papságról és a protestáns vallásra térni át. Lemondása indokait ünnepélyes nyilatkozatban adta tudtára az illetékeseknek. Abban az időben ez volt az egyik legjelentősebb hír, és Horárik neve országszerte ismertté vált. Hogy milyen különös ember volt, mutatja az, miszerint kitérvén a katolikus vallásról, jó ideig nem volt szándéka másik egyházhoz szegődni; de azután engedett a társadalmi nyomásnak, 1845-ben kilépett a katolikus egyházból, de az akkori törvények miatt át kellett térnie egy másik felekezetre, s így vette fel az evangélikus hitet.
Kilépése után Németországba utazott gondolván, hogy eszméinek ott kedvezőbb talajt talál. Itt ismerkedett meg az utópista szocializmussal és annak haláláig híve maradt. Ekkor jelentette meg név nélkül főművét is, küzdelmeinek történetét német nyelven. Táncsics Mihály műveit is megpróbálta németül kiadni. 1847-ben Halle városában tagja lett a szabad községnek, melynek tagjai a vallás külsőségeit le akarták rázni; de Horárik, aki a vallás belső eszméjét is nem egyszer megtámadta, itt sem lelt megfelelő térre. Cikkeket írt német lapokba, politikai beszédei miatt Szászországból és Poroszországból kitiltották.
Az 1848-49-es szabadságharc hírére hazajött, a köztársaság kikiáltásának szükségességét hangoztatta. Szeptembertől az Egyenlőségi Társulat tagja, hadsegédként a szabadcsapatokban szolgált. A szabadságharc leverése után két évig bujdosott, majd házitanítóként és álnéven újságíróként dolgozott. Ekként szegényesen éldegélt mindaddig, míg betegsége miatt leckeadásra képtelen lett; ekkor visszavonult és Besztercebányán testvére házában élt.
Különösségének egyik bizonysága végrendeletének azon pontja, melyben holttestét használatul a pesti orvosi egyetem növendékeire hagyta, és minden vallásos szertartást eltiltott temetésekor. Amilyen excentrikus és rendzavaró volt elméletben, olyan ártatlan, türelmes és barátságos természetű volt az életben. Kéziratban egy könyv maradt utána, melyben bölcselkedési nézeteit fejtegeti ugyanazon alapon, mint Holbach híres Systeme de la nature-jében, melyet a Magyar Tudományos Akadémia levéltárába kívánt elhelyeztetni, mégpedig Greguss Ágost által. Habár tudta, hogy ennek bölcseleti elvei az övéivel homlokegyenest ellenkeznek. Ezt azonban az MTA visszautasította. Munkásságát az 1950-es években fedezte fel újra Thordai György.
Cikke a Tudományos Gyűjteményben (1841. II. Valamit az eddigi deák grammatikákról). Külföldön több cikket írt elveinek védelmére. 1848-ban a Zerffi Ungar-jához csatlakozott munkatársnak; mikor az a kormány pártjára állott. Főmunkatársa lett a Der 14. April című politikai napilapnak, mely június 1-től július 7-ig jelent meg Pesten. Munkatársa volt az Ország Tükrének (1862-64) is, ahol AK. szignó alatt írta cikkeit.

## Művei
- Die Ehe im Geiste Christi und die gemischten Ehen. Aus der ungarischen Handschrift des... Tübingen, 1843
- Johann Horárik's Kampf mit Hierarchie und Kirche in den Jahren 1841-1845. Leipzig, 1847. (Horárik János harca a hierarchia és az egyház ellen az 1841-1845 években, Halle, 1845. magyarul: 1956)
- Szózat Némethonból Habsburgház és Kossuth Lajos felől. Iratott márczius 13-án 1849. Meyer J. után németből ford. Pest, 1849
- Regék a görög és római őskorból. Grimm A. L. után ford. Pest. 1859. Három kötet. (névtelenül)